# Млевець
Млевець (пол. Mlewiec) — село в Польщі, у гміні Ковалево-Поморське Ґолюбсько-Добжинського повіту Куявсько-Поморського воєводства. Населення — 212 осіб (2011).
У 1975—1998 роках село належало до Торунського воєводства.

## Демографія
Демографічна структура станом на 31 березня 2011 року:
|          | Загалом | Допрацездатний вік | Працездатний вік | Постпрацездатний вік |
| -------- | ------- | ------------------ | ---------------- | -------------------- |
| Чоловіки | 108     | 23                 | 75               | 10                   |
| Жінки    | 104     | 26                 | 55               | 23                   |
| Разом    | 212     | 49                 | 130              | 33                   |